# 渓仁会グループ
渓仁会グループ（けいじんかいグループ）は、北海道を中心とした保健・医療・介護・福祉のグループ。「医療法人渓仁会」、「社会福祉法人渓仁会」、「株式会社ソーシャル」、「医療法人稲生会」によって組織されている。

## 沿革
「渓仁会グループのあゆみ」参照
- 1979年6月西円山病院　開院（2009年11月「札幌西円山病院」へ名称変更）
- 1981年5月定山渓病院　開院  12月社会福祉法人 南静会　設立  （2009年4月「社会福祉法人渓仁会」へ名称変更）
- 1982年4月西円山敬樹園　開設
- 1984年4月西円山敬樹園ショートステイセンター　開設
- 1984年12月医療法人渓仁会　改組
- 1987年12月手稲渓仁会病院　開院
- 1989年4月コミュニティホーム白石　開設
- 1990年1月円山クリニック　開設（2002年4月「渓仁会円山クリニック」へ名称変更）
- 1993年1月はまなす訪問看護ステーション　開設
- 1994年10月西円山敬樹園ホームヘルパーステーション　開設
- 1995年10月コミュニティホーム白石ホームヘルパーステーション　開設
- 1996年4月カームヒル西円山　開設
- 1997年4月手稲渓仁会病院　臨床研修病院　指定
- 1998年4月コミュニティホーム八雲　開設
- 1998年6月株式会社ソーシャル　設立
- 1999年4月デイサービスセンターすまいる　開設
- 1999年4月ホームヘルパーステーションすまいる　開設
- 1999年12月あおばデイサービスセンター　開設
- 2000年1月円山ハーティケアセンター　開設
- 2000年1月円山渓仁会デイサービス　開設
- 2000年4月札幌西円山病院在宅ケアセンター　開設
- 2000年4月定山渓病院在宅ケアセンター　開設
- 2000年4月居宅介護支援事業所コミュニティホーム白石　開設
- 2000年4月居宅介護支援事業所やくも　開設
- 2000年4月居宅介護支援事業所すまいる　開設
- 2000年4月コミュニティホーム美唄　開設
- 2000年7月指定居宅支援事業所あおば　開設
- 2000年10月グループホーム白石の郷　開設
- 2002年4月手稲渓仁会デイサービス　開設（2014年6月「手稲渓仁会デイサービスつむぎ」へ名称変更）
- 2002年7月グループホーム西円山の丘　開設
- 2003年4月青葉ハーティケアセンター　開設
- 2003年4月訪問看護ステーションあおば　開設
- 2004年9月コミュニティホーム白石ショートステイセンター　開設
- 2005年3月手稲渓仁会病院　救命救急センター 指定
- 2005年4月手稲渓仁会病院　ドクターヘリ正式運航開始
- 2006年4月札幌市白石区第1地域包括支援センター　事業開始
- 2006年4月札幌市手稲区介護予防センターまえだ　事業開始
- 2006年4月札幌市南区介護予防センター定山渓　事業開始
- 2006年4月札幌市中央区介護予防センター円山　事業開始
- 2006年4月札幌市中央区介護予防センター曙・幌西　事業開始
- 2006年4月札幌市白石区介護予防センター白石中央　事業開始
- 2007年4月コミュニティホーム岩内　開設
- 2007年5月手稲渓仁会病院　E棟（救命救急センター棟）　オープン
- 2007年7月菊水こまちの郷　開設
- 2007年7月小規模多機能型居宅介護菊水こまちの郷　開設
- 2008年4月岩内町地域包括支援センター　事業開始
- 2009年4月渓仁会在宅ケアセンター　開設（2014年7月「渓仁会在宅ケアセンターつむぎ」へ名称変更）
- 2009年4月手稲渓仁会病院　地域がん診療連携拠点病院　指定
- 2009年4月10月手稲家庭医療クリニック　開院
- 2010年10月訪問看護ステーション岩内　開設
- 2010年10月泊村立茅沼診療所　指定管理者として運営開始
- 2011年8月月寒あさがおの郷　開設
- 2011年8月月寒あさがおの郷ショートステイセンター　開設
- 2011年8月月寒あさがおの郷デイサービスセンター　開設
- 2011年11月手稲渓仁会病院　災害拠点病院　指定
- 2012年4月岩内ふれ愛の郷　開設
- 2012年4月岩内ふれ愛の郷ショートステイセンター　開設
- 2012年5月ケアプランセンターさつき　開設
- 2012年7月ケアプランセンターこころ まるやま　開設
- 2012年10月手稲渓仁会病院　地域医療支援病院　指定
- 2012年12月手稲渓仁会病院　渓仁会ビル　オープン
- 2013年4月コミュニティホーム八雲ホームヘルパーステーション　開設
- 2013年4月ケアセンターこころ ようてい　開設
- 2013年4月札幌市白石区第3地域包括支援センター　事業開始
- 2013年6月きもべつ喜らめきの郷　開設
- 2013年11月医療法人稲生会　設立
- 2013年11月生涯医療クリニックさっぽろ　開院
- 2013年11月訪問看護ステーションくまさんの手　開設
- 2013年11月居宅介護事業所くまさんの手　開設（2019年5月1日「居宅介護事業所Yiriba」へ名称変更）
- 2013年11月短期入所事業所どんぐりの森　開設
- 2014年4月医療法人渓仁会理事長に田中繁道　就任
- 2014年4月るすつ銀河の杜　開設
- 2014年6月手稲つむぎの杜　開設
- 2014年7月ショートステイセンターつむぎ　開設
- 2014年7月手稲渓仁会デイサービス織彩　開設
- 2015年4月るすつ銀河の杜デイサービスセンター　開設
- 2015年12月手稲渓仁会病院　F棟　オープン
- 2016年9月小規模多機能型居宅介護あおば　開設
- 2017年1月ケアプランセンターこころ ようてい　開設
- 2017年6月札幌渓仁会リハビリテーション病院　開院
- 2018年7月札幌西円山病院 介護医療院　開院
- 2018年8月訪問看護ステーションそうえん　開設
- 2019年4月サテライト型小規模多機能ホームるぴなす　開設
- 2019年4月相談室あんど　開設
- 2019年10月小規模多機能型居宅介護つむぎ　開設
- 2020年1月手稲渓仁会病院　がんゲノム医療連携病院　指定
- 2021年10月小規模多機能型居宅介護 白石の郷　開設
- 2021年10月ソーシャルヘルパーサービス　開設
- 2022年3月小規模多機能型居宅介護 西円山の丘　開設
- 2022年6月北海道医療的ケア児等支援センター　事業開始
- 2022年10月渓仁会真駒内在宅クリニック　開院
- 2023年4月医療法人渓仁会理事長に成田吉明　就任
- 2023年6月訪問看護ステーションエール　開設

## 施設
- 病院

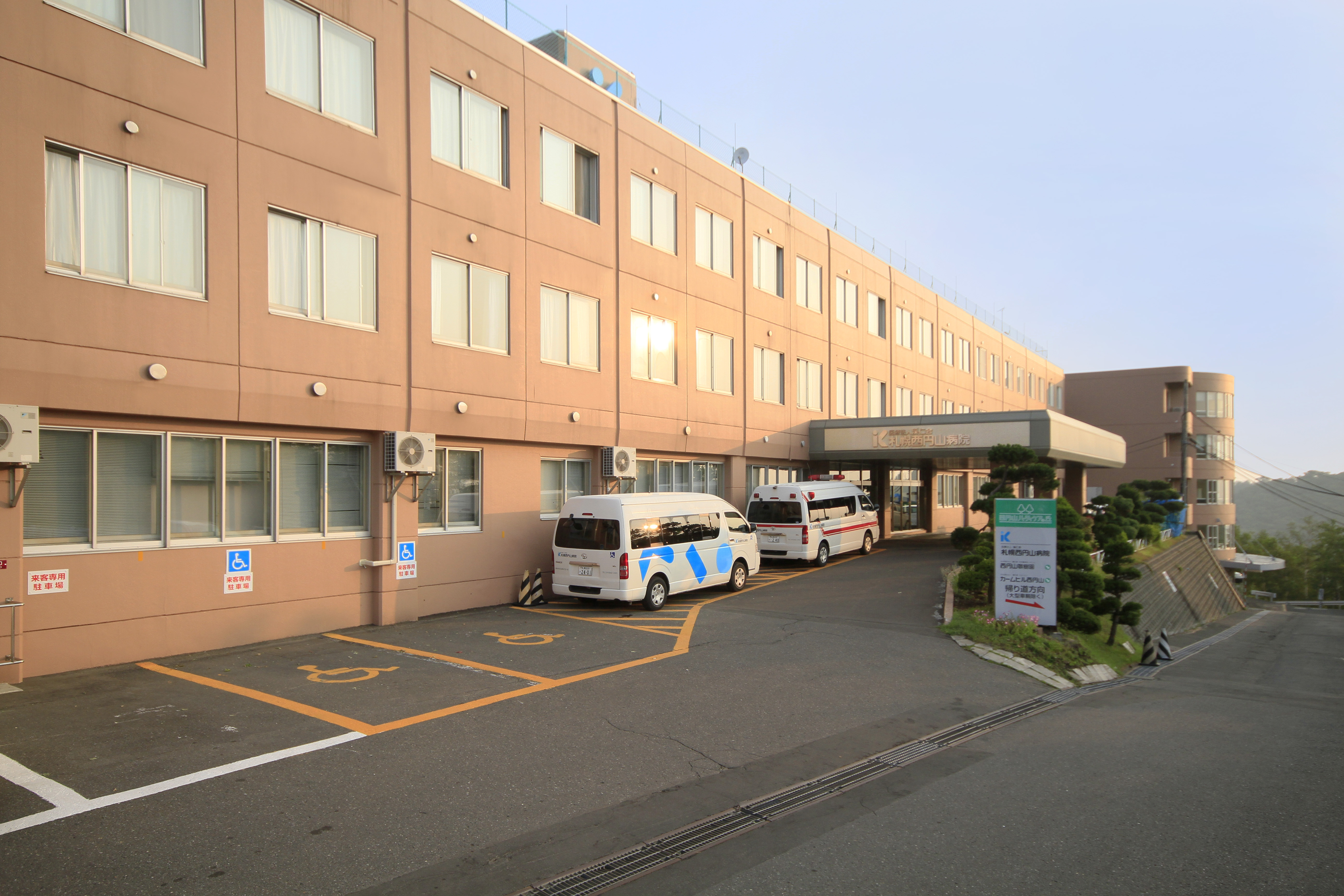
札幌西円山病院

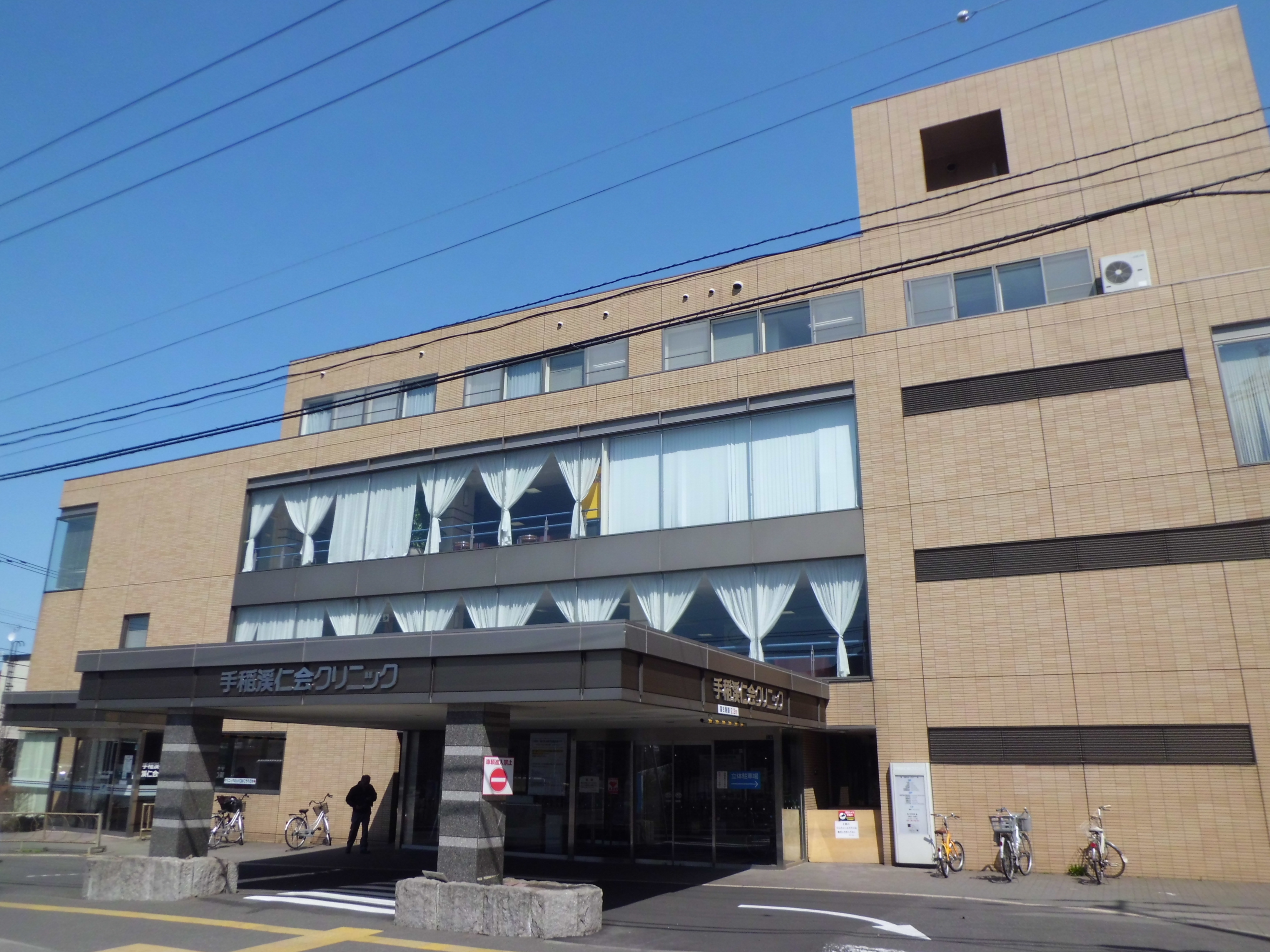
手稲渓仁会クリニック（2022年4月に手稲渓仁会病院へ機能を統合）

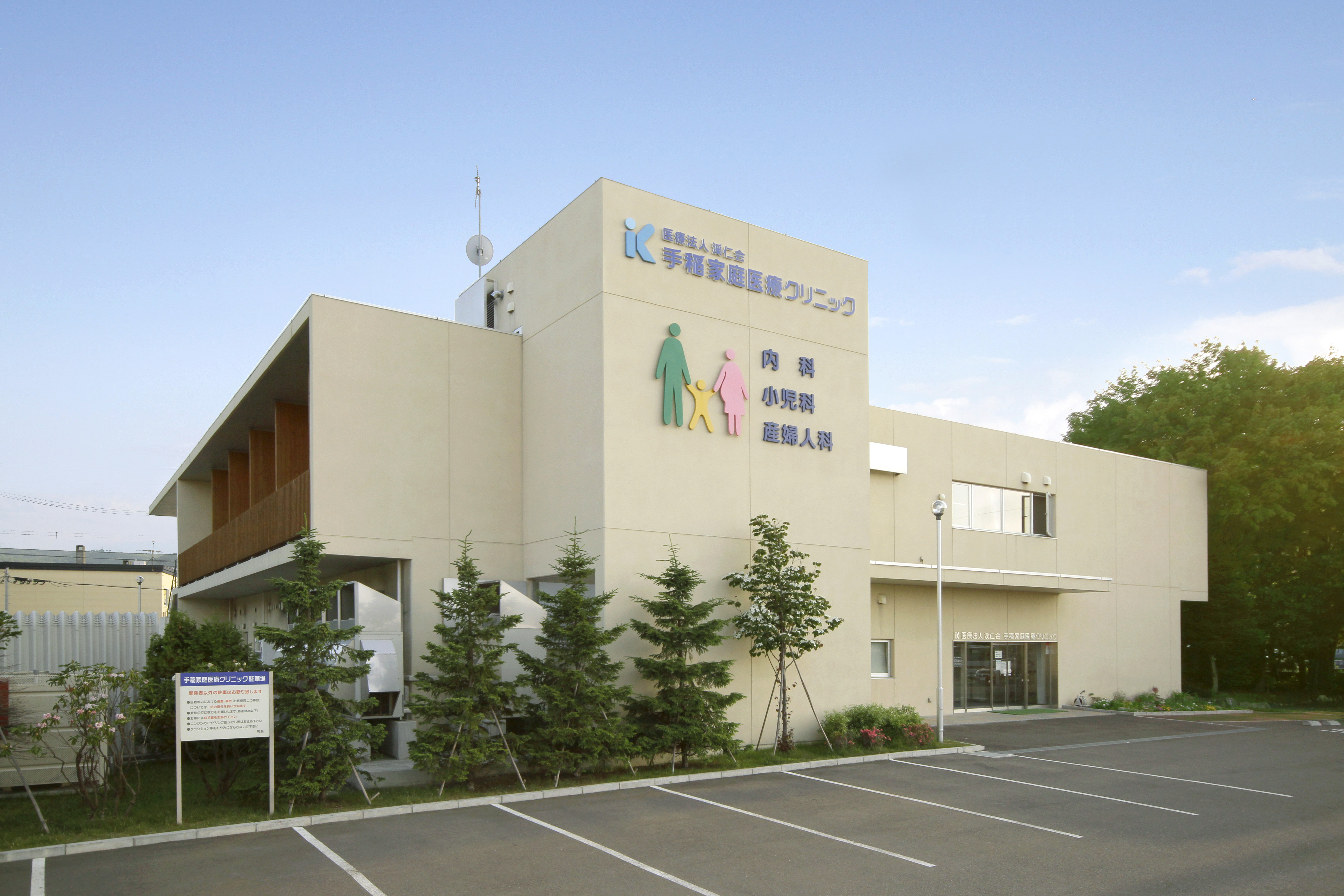
手稲家庭医療クリニック

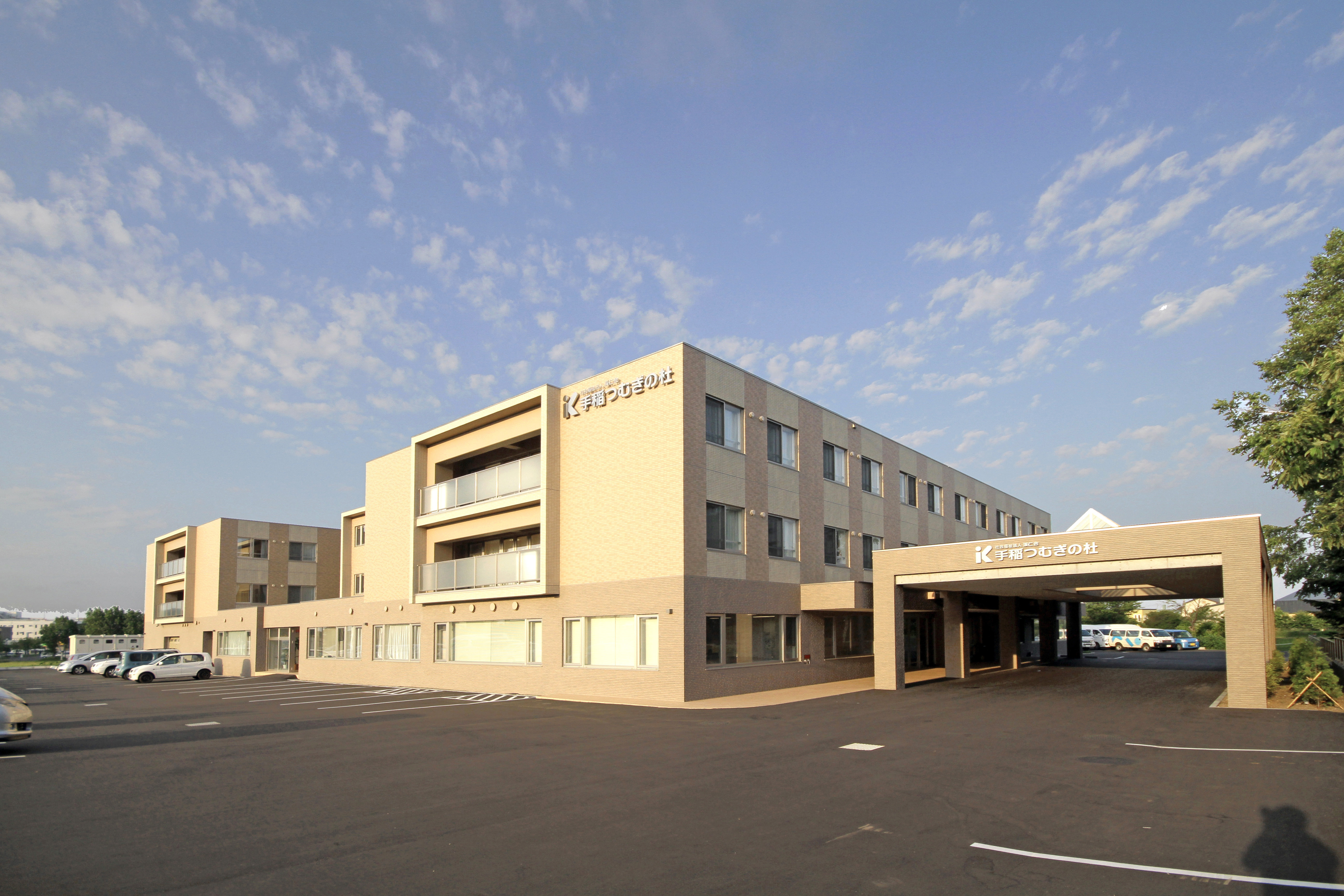
手稲つむぎの杜

  - 手稲渓仁会病院 - 札幌市手稲区前田1条12丁目1-40
  - 札幌西円山病院 - 札幌市中央区円山西町4丁目7-25
  - 定山渓病院 - 札幌市南区定山渓温泉西3丁目71
  - 札幌渓仁会リハビリテーション病院 - 札幌市中央区北10条西17丁目36-13
- 診療所（クリニック）
  - 手稲家庭医療クリニック - 札幌市手稲区前田2条10丁目1-10
  - 泊村立茅沼診療所 - 古宇郡泊村大字茅沼村711-3
- 総合健診施設
  - 渓仁会円山クリニック - 札幌市中央区大通西26丁目3-16
- 介護老人福祉施設（特別養護老人ホーム）
  - 西円山敬樹園 - 札幌市中央区円山西町4丁目3-20
  - 月寒あさがおの郷 - 札幌市豊平区月寒西1条11丁目2-35
  - 手稲つむぎの杜 - 札幌市手稲区前田2条10丁目1-7
  - 岩内ふれ愛の郷 - 岩内郡岩内町字野束69-4
  - きもべつ喜らめきの郷 - 虻田郡喜茂別町字伏見272-1
- 地域密着型介護老人福祉施設
  - 菊水こまちの郷 - 札幌市白石区菊水上町4条3丁目94-64
  - るすつ銀河の杜 - 虻田郡留寿都村字留寿都186-95
- 介護老人保健施設
  - コミュニティホーム白石 - 札幌市白石区本郷通3丁目南1-35
  - コミュニティホーム美唄 - 美唄市東5条南7丁目5-1
  - コミュニティホーム八雲 - 二海郡八雲町栄町13-1
  - コミュニティホーム岩内 - 岩内郡岩内町字野束69-26
- 経費老人ホーム（ケアハウス）
  - カームヒル西円山 - 札幌市中央区円山西町4丁目3-21
- 認知症対応型共同生活介護（グループホーム）
  - グループホーム白石の郷 - 札幌市白石区本郷通3丁目南1-16
  - グループホーム西円山の丘 - 札幌市中央区円山西町4丁目3-21
- 短期入所生活介護（ショートステイ）
  - 西円山敬樹園ショートステイセンター - 札幌市中央区円山西町4丁目3-20
  - 月寒あさがおの郷ショートステイセンター - 札幌市豊平区月寒西1条11丁目2-35
  - ショートステイセンターつむぎ - 札幌市手稲区前田2条10丁目1-7
  - 岩内ふれ愛の郷ショートステイセンター - 岩内郡岩内町字野束69-4
- 小規模生活単位型指定短期入所生活介護（ショートステイ）
  - コミュニティホーム白石ショートステイセンター - 札幌市白石区本郷通3丁目南1-35
- 通所施設（デイサービス）
  - あおばデイサービスセンター - 札幌市厚別区青葉町4丁目10-27
  - 円山渓仁会デイサービス - 札幌市中央区北1条西19丁目1-2 ファミール第2大通
  - 西円山敬樹園デイサービスセンター - 札幌市中央区円山西町4丁目3-20
  - 手稲渓仁会デイサービスつむぎ - 札幌市手稲区前田2条10丁目1-7
  - 月寒あさがおの郷デイサービスセンター - 札幌市豊平区月寒西1条11丁目2-35
  - デイサービスセンター白石の郷 - 札幌市白石区本郷通3丁目南1-16
  - デイサービスセンターすまいる - 美唄市東4条南5丁目-14
  - るすつ銀河の杜デイサービスセンター - 虻田郡留寿都村字留寿都186-18
- 小規模多機能型居宅介護
  - 小規模多機能型居宅介護 菊水こまちの郷 - 札幌市白石区菊水上町4条3丁目94-64
  - 小規模多機能型居宅介護 あおば - 札幌市厚別区青葉町4丁目10-27
- 認知症対応型通所介護（デイサービス）
  - 手稲渓仁会デイサービス織彩 - 札幌市手稲区前田2条10丁目1-7
  - 共用型デイサービス菊水こまちの郷 - 札幌市白石区菊水上町4条3丁目94-64
- 地域包括支援センター
  - 札幌市白石区第1地域包括支援センター - 札幌市白石区本郷通3丁目南1-35
  - 札幌市白石区第3地域包括支援センター - 札幌市白石区本郷通9丁目南3-6
- 介護予防センター・介護予防サロン
  - 札幌市中央区介護予防センター円山 - 札幌市中央区円山西町4丁目3-20
  - 札幌市中央区介護予防センター曙・幌西 - 札幌市中央区円山西町4丁目3-20
  - 札幌市白石区介護予防センター白石中央 - 札幌市白石区本郷通3丁目南1-35
  - 札幌市南区介護予防センター定山渓 - 札幌市南区定山渓温泉西3丁目71
  - 札幌市手稲区介護予防センターまえだ - 札幌市手稲区前田2条10丁目1-7
- 訪問看護ステーション
  - はまなす訪問看護ステーション - 札幌市手稲区前田2条10丁目1-10 手稲家庭医療クリニック「かりんぱ」1F
  - 訪問看護ステーションあおば - 札幌市厚別区青葉町4丁目10-27
  - 訪問看護ステーション岩内 - 岩内郡岩内町字野束69-26
- 訪問介護（ホームヘルパーステーション）
  - 西円山敬樹園ホームヘルパーステーション - 札幌市中央区円山西町4丁目3-21
  - コミュニティホーム白石ホームヘルパーステーション - 札幌市白石区本郷通3丁目南1-35
  - ホームヘルパーステーションすまいる - 美唄市東4条南5丁目1-4
  - コミュニティホーム八雲ホームヘルパーステーション - 二海郡八雲町栄町13-1
  - ケアセンターこころ ようてい - 虻田郡喜茂別町字伏見272-1
  - ソーシャルヘルパーサービス- 札幌市中央区北7条西17丁目11
- 在宅療養支援
  - 生涯医療クリニックさっぽろ - 札幌市手稲区前田1条12丁目357-22
  - 居宅介護事務所くまさんの手 - 札幌市手稲区前田1条12丁目357-22
  - 訪問看護ステーションくまさんの手 - 札幌市手稲区前田1条12丁目357-22
  - 短期入所事業所どんぐりの森 - 札幌市手稲区前田1条12丁目357-22
- 指定居宅介護支援事業所
  - 渓仁会在宅ケアセンターつむぎ - 札幌市手稲区前田2条10丁目1-7
  - 札幌西円山病院在宅ケアセンター - 札幌市中央区北3条西28丁目2-1 サンビル5F
  - 定山渓病院在宅ケアセンター - 札幌市南区定山渓温泉西3丁目71
  - 居宅介護支援事業所コミュニティホーム白石 - 札幌市白石区本郷通3丁目南1-35
  - 居宅介護支援事業所西円山敬樹園 - 札幌市中央区円山西町4丁目3-20
  - 指定居宅介護支援事業所あおば - 札幌市厚別区青葉町4丁目10-27
  - 居宅介護支援事業所すまいる - 美唄市東4条南5丁目1-4
  - ケアプランセンターこころ まるやま - 札幌市中央区北1条西19丁目1-2 ファミール第2大通
  - 居宅介護支援事業所やくも - 二海郡八雲町栄町13-1
  - ケアプランセンターさつき - 岩内郡岩内町字野束69-26
- 札幌市障がい者相談支援事業所・札幌市障がい者住宅入居等支援事業所
  - 相談室こころ ていね - 札幌市手稲区前田2条10丁目1-7 手稲つむぎの杜内

## 参考資料
- “渓仁会グループ CSRレポート” (電子書籍).   渓仁会グループ (2023年). 2023年11月1日閲覧。